# Rząd Jędrzeja Moraczewskiego
Rząd Jędrzeja Moraczewskiego (formalna nazwa – Tymczasowy Rząd Ludowy Republiki Polskiej) – gabinet pod kierownictwem socjalistycznego premiera Jędrzeja Moraczewskiego, utworzony 17 listopada 1918 przez Józefa Piłsudskiego. 
Pod względem organizacyjnym i prawnym kontynuował prace powołanego przez Radę Regencyjną prowizorium rządowego Władysława Wróblewskiego. Politycznie był częściowo kontynuacją rządu lubelskiego Ignacego Daszyńskiego, który podporządkował się Józefowi Piłsudskiemu.
Gabinet ten ogłosił m.in. powszechne prawo wyborcze (obejmujące również kobiety), ustanowił ośmiogodzinny dzień pracy, zagwarantował legalność związków zawodowych i prawo do strajku, wprowadził inspekcję pracy oraz ubezpieczenia chorobowe. 20 listopada 1918 roku ogłosił swój program, zakładający przebudowę ustroju gospodarczego i społecznego wedle doktryny socjalistycznej, zapowiadając wywłaszczenie wielkiej własności ziemskiej i oddanie jej w ręce ludu pracującego pod kontrolą państwową, upaństwowienie kopalń i całego przemysłu. Jedynym posłem zagranicznym akredytowanym przez rząd Moraczewskiego był poseł niemiecki Harry Kessler. 
Rząd ustąpił 16 stycznia 1919 po konsultacjach z Józefem Piłsudskim, który dążył do porozumienia z prawicą oraz uspokojenia sytuacji w niepodległej Polsce. Endecja uważała bowiem gabinet Moraczewskiego za zbyt radykalny, zaś jej zwolennicy odmawiali wykonywania jego poleceń (m.in. płacenia podatków), a część środowiska skłoniło do przeprowadzenia w nocy z 4 stycznia na 5 stycznia 1919 zamachu stanu. Według Stanisława Głąbińskiego, polityka Narodowej Demokracji, rząd Moraczewskiego stanowczo sprzeciwiał się rekrutacji i tworzeniu armii polskiej, pragnąc poprzestać na milicji ludowej, która w jego opinii była bojówką socjalistyczną, organizowaną z żywiołów niekarnych. Także w krajach Ententy niechętnie widziano rząd składający się z byłych sojuszników Niemiec.

## Skład rządu
| Funkcja                                          | Zdjęcie | Imię i nazwisko                                             | Przynależność partyjna                  | okres urzędowania                         |
| ------------------------------------------------ | ------- | ----------------------------------------------------------- | --------------------------------------- | ----------------------------------------- |
| Prezydent Ministrów                              |         | Jędrzej Moraczewski                                         | Polska Partia Socjalno-Demokratyczna    | od 17 listopada 1918 do 16 stycznia 1919  |
| Min. Aprowizacji                                 |         | Antoni Mińkiewicz                                           | bezpartyjny                             | od 17 listopada 1918 do 16 stycznia 1919  |
| Min. Komunikacji                                 |         | Jędrzej Moraczewski                                         | Polska Partia Socjalno-Demokratyczna    | od 17 listopada 1918 do 29 grudnia 1918   |
| Min. Komunikacji                                 |         | Stanisław Stączek                                           | Polskie Stronnictwo Ludowe – Lewica     | od 29 grudnia 1918 do 16 stycznia 1919    |
| Min. Kultury i Sztuk Pięknych                    |         | Medard Downarowicz                                          | Stronnictwo Niezawisłości Narodowej     | od 17 listopada 1918 do 16 stycznia 1919  |
| Min. Poczt i Telegrafów                          |         | Tomasz Arciszewski                                          | Polska Partia Socjalistyczna            | od 17 listopada 1918 do 16 stycznia 1919  |
| Min. Pracy i Opieki Społecznej                   |         | Bronisław Ziemięcki                                         | Polska Partia Socjalistyczna            | od 17 listopada 1918 do 16 stycznia 1919  |
| Min. Przemysłu i Handlu                          |         | Jerzy Iwanowski                                             | Polska Partia Socjalistyczna            | od 17 listopada 1918 do 16 stycznia 1919  |
| Min. Robót Publicznych                           |         | Andrzej Kędzior                                             | Polskie Stronnictwo Ludowe „Piast”      | od 17 listopada 1918 do 29 grudnia 1918   |
| Min. Robót Publicznych                           |         | Józef Pruchnik                                              | Polskie Stronnictwo Ludowe – Lewica     | od 29 grudnia 1918 do 16 stycznia 1919    |
| Min. Rolnictwa i Dóbr Państwowych                |         | Franciszek Wojda                                            | Zjednoczenie Ludowe                     | od 17 listopada 1918 do 29 grudnia 1918   |
| Min. Rolnictwa i Dóbr Państwowych                |         | Błażej Stolarski                                            | Polskie Stronnictwo Ludowe „Wyzwolenie” | od 29 grudnia 1918 do 16 stycznia 1919    |
| Min. Skarbu Państwa                              |         | p.o. Władysław Byrka                                        | bezpartyjny                             | od 17 listopada 1918 do 16 stycznia 1919  |
| Min. Spraw Wewnętrznych                          |         | Stanisław Thugutt                                           | Polskie Stronnictwo Ludowe „Wyzwolenie” | od 17 listopada 1918 do 16 stycznia 1919  |
| Min. Spraw Wojskowych                            |         | p.o. Edward Śmigły-Rydz (w zastępstwie Józefa Piłsudskiego) | bezpartyjny                             | od 17 listopada 1918 do 22 listopada 1918 |
| Min. Spraw Wojskowych                            |         | Jan Wroczyński                                              | bezpartyjny                             | od 22 listopada 1918 do 16 stycznia 1919  |
| Min. Spraw Zewnętrznych                          |         | Leon Wasilewski                                             | Polska Partia Socjalistyczna            | od 17 listopada 1918 do 16 stycznia 1919  |
| Min. Sprawiedliwości                             |         | Leon Supiński                                               | Zjednoczenie Demokratyczne              | od 17 listopada 1918 do 16 stycznia 1919  |
| Min. Wyznań Religijnych i Oświecenia Publicznego |         | Ksawery Prauss                                              | Polska Partia Socjalistyczna            | od 17 listopada 1918 do 16 stycznia 1919  |
| Min. Zdrowia Publicznego                         |         | p.o. Witold Chodźko                                         | bezpartyjny                             | od 13 grudnia 1918 do 16 stycznia 1919    |
| Minister bez teki                                |         | Tomasz Nocznicki                                            | Polskie Stronnictwo Ludowe „Wyzwolenie” | od 17 listopada 1918 do 16 stycznia 1919  |
| Minister bez teki                                |         | Wincenty Witos                                              | Polskie Stronnictwo Ludowe „Piast”      | od 17 listopada 1918 do 29 grudnia 1918   |
| Minister bez teki                                |         | Marian Malinowski                                           | Polska Partia Socjalistyczna            | od 17 listopada 1918 do 16 stycznia 1919  |
| Minister bez teki                                |         | Franciszek Wójcik                                           | Polskie Stronnictwo Ludowe – Lewica     | od 29 grudnia 1918 do 16 stycznia 1919    |